# Xiangyang (socken i Kina, Heilongjiang, lat 47,60, long 132,51)
Xiangyang (kinesiska: 向阳, 向阳乡) är en socken i Kina. Den ligger i provinsen Heilongjiang, i den nordöstra delen av landet, omkring 490 kilometer nordost om provinshuvudstaden Harbin.
Genomsnittlig årsnederbörd är 819 millimeter. Den regnigaste månaden är juli, med i genomsnitt 182 mm nederbörd, och den torraste är januari, med 6 mm nederbörd.